# ببر نگاندونگ
ببر نگاندونگ (نام علمی: Panthera tigris soloensis)، زیرگونه‌ای منقرض‌شده از گونهٔ ببر است. این ببر در دورهٔ پلیستوسن در منطقهٔ ساندالند اندونزی سکونت داشت. تعداد اندکی از بقایای ببر نگاندونگ نشان می‌دهد که بسیار بزرگ بوده است. با این حال، با توجه به اندازهٔ بقایای دیگر، ممکن است بزرگتر از یک ببر مدرن باشد. هلتر و ولمر (۲۰۰۷) برآورد کردند که وزن یک نر بزرگ می‌تواند تا ۴۳۰ کیلوگرم پیش برود. ببرهای نر وزنی بین ۲۵۰ الی ۴۰۰ کیلوگرم و ماده‌ها وزنی بین ۲۳۰ الی ۲۸۰ کیلوگرم داشته‌اند. طول بدن نرها بین ۲٫۳ تا ۲٫۸ متر و ماده‌ها ۱٫۸ متر تا ۲٫۳ متر (بدون احتساب دم) و ارتفاع نرها تا ۱۳۰ سانتی‌متر و ماده‌ها تا ۱۲۰ سانتی‌متر بوده است. در این صورت، این بزرگتر از بزرگ‌ترین زیرگونهٔ ببر موجود است و از نظر اندازه، مشابه Smilodon populator و Panthera atrox است. این ببر به همراه شیر آمریکایی، دومین گربه‌سان بزرگ تاریخ پس از چاقودندان است که تاکنون شناخته شده است.